# Алкерзум
Алкерзум (на фьоорски: Aalkersem, на датски: Alkersum) е германска община в област Северна Фризия, в провинция Шлезвиг-Холщайн, северна Германия.

## География
Алкерзум се намира в центъра на острова Фьор.

## История
Първото заселване датира от Желязната епоха.

## Политика
От изборите за община през 2008 г., общността „Алкерзумско изборно единство“ държи всичките 9 места в общинския съвет.

## Икономика
Няколко предприятия са базирани в покрайнините на селото. Туризмът и конските ранчота са важен фактор.

## Култура
През август 2009 г. в Алкерзум отваря врати Музеят на Западния бряг. В него са изложени произведения на изкуството, които се фокусират върху Северно море и неговите брегове. По-значими художници включват Едвард Мунх, Емил Нолде, Макс Лийберман и др.

## Известни личности
- Фредерик Паулсен (1909 – 1997), основател на Фризийските фармацевти.